# AMD K6-III

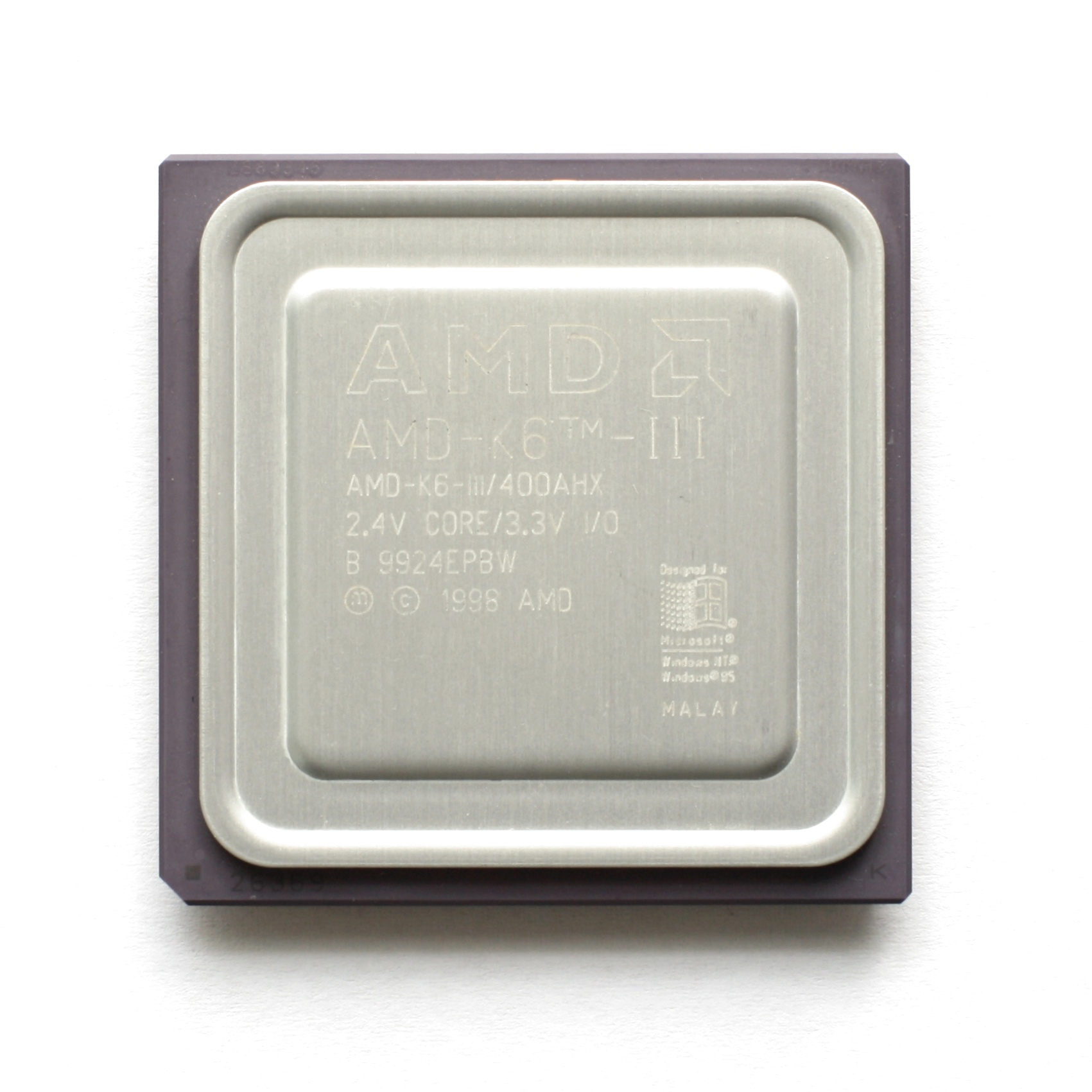
Procesor AMD K6-III taktowany zegarem 400 MHz

AMD K6-III – procesor bazujący na architekturze x86, produkowany przez firmę AMD.
Procesor K6-III był logicznym przedłużeniem koncepcji K6-2, do podstawowej architektury K6-2 dodano jeszcze jeden, trzeci, poziom cache. Oryginalny procesor K6-2 miał cache o pojemności 64 KiB zintegrowany na chipie oraz dodatkowo 512 kiB lub 1 MiB na płycie głównej. Dla porównania produkty Intela miały 32 KiB pamięci podręcznej L1 zintegrowanej na chipie albo 128 KiB cache'u L2 bezpośrednio na chipie (Celeron) albo 512 KiB pamięci na "daughter board" procesora (Pentium II). Projektanci K6-III skorzystali z obu powyższych rozwiązań – otrzymał on 64 KiB cache'u podstawowego (L1), 256 KiB cache'u L2 (jak w Celeronie) i bufor L3 o pojemności zależnej od wielkości pamięci zamontowanej na płycie głównej.
O ile schemat K6-III był stosunkowo prosty, to jego produkcja stanowiła spore wyzwanie dla AMD. Na K6-III składało się ponad 21 milionów tranzystorów (właśnie z powodu dużych rozmiarów pamięci podręcznych) i był on kosztowny w wykonaniu przy użyciu technologii dostępnych w 1999 roku. Ponadto, z powodu jego wysokiej złożoności i wielkości, górna granica taktowania wynosiła około 500 MHz. Pomimo wszystko, K6-III/450 był zdecydowanie najszybszym procesorem typu x86, wyraźnie wygrywając z K6-II i Pentium II.
Następca Pentium II nie był jeszcze dostępny, ale Intel pospiesznie wprowadził na rynek Pentium III, który w rzeczywistości był nieznacznie zmodyfikowanym Pentium II z dodanymi instrukcjami SSE. Nowa technologia wykonania Pentium pozwoliła Intelowi na zwiększenie szybkości taktowania Pentium III i powstały pewne trudności z dokładnym porównaniem który z dostępnych procesorów jest rzeczywiście najszybszy. Większość ekspertów uważała, że procesor Intela miał przewagę w operacjach na liczbach zmiennoprzecinkowych, ale K6-III był lepszym procesorem do użytku w normalnych biurowych i domowych zastosowaniach komputera.
Obie firmy starały się wyjść na prowadzenie w wyścigu o najszybszy procesor i wkrótce obie wpadły w problemy z produkcją najszybszych wersji chipów. AMD zdecydowało się nie produkować 500 MHz wersji K6-III koncentrując się na AMD Athlonie, a Intel zdecydował się wyprodukować 550 MHz wersje Pentium III (która była dość udana) i 600 MHz wersję która miała poważne problemy ze stabilnością i wkrótce została wycofana ze sprzedaży, a klientom którzy ją kupili zwrócono pieniądze.
Po premierze Athlona, K6-III został w pewnym sensie sierotą. Nie był już najszybszym dostępnym procesorem, ale koszt jego produkcji wynosił prawie tyle samo co wykonania Athlona (który miał w porównaniu 22 miliony tranzystorów), na jego niekorzyść przemawiał też fakt, iż wymagał zużycia dwukrotnie więcej krzemu niż K6-2. W tym czasie AMD ustawiło K6-III bardzo nisko na liście priorytetów produkcyjnych, K6-III był wytwarzany tylko wtedy jeżeli akurat było wypełnione zapotrzebowanie na Athlona i K6-II.
Ostatecznie zaprzestano produkcji K6-III w czasie kiedy Intel wprowadził na rynek nowy model Pentium III "Coppermine" (znacznie poprawiona wersja PIII, z lepszym cache’em, podobnym do rozwiązania użytego w K6-III i Celeronie) i w tym samym czasie przeszedł na nową technologię produkcji. Zmiana okazała się trudniejsza niż Intel to przewidział i przez dłuższy czas na rynkach światowych popyt na procesory był znacznie większy niż ich produkcja. Spowodowało to, że wielu producentów komputerów którzy tradycyjnie używali tylko procesorów Intela zaczęło produkować komputery z chipami AMD, a to spowodowało, że AMD przestało produkować przynoszące małe dochody K6-III, aby skoncentrować się na znacznie bardziej dochodowych (a także po prostu już wtedy lepszych) Athlonach.
Wyprodukowano jednak jeszcze dwa dodatkowe modele K6-III – K6-2+ i K6-III+, oba te chipy były bazowane na K6-III (2+ miał 128 KiB cache’u, a III+ 256Kib) ale wyprodukowane używając nowej technologii, oba były przeznaczone do komputerów przenośnych. Nie reklamowano szeroko ich istnienia, jednak stały się one bardzo popularne wśród hobbystów "podrasowujących" komputery, można je było łatwo "podkręcić" nawet do 600 MHz.
Rodzina procesorów K6-III była jedną z najbardziej udanych i lubianych serii procesorów, wiele z nich jest w użyciu do dziś.

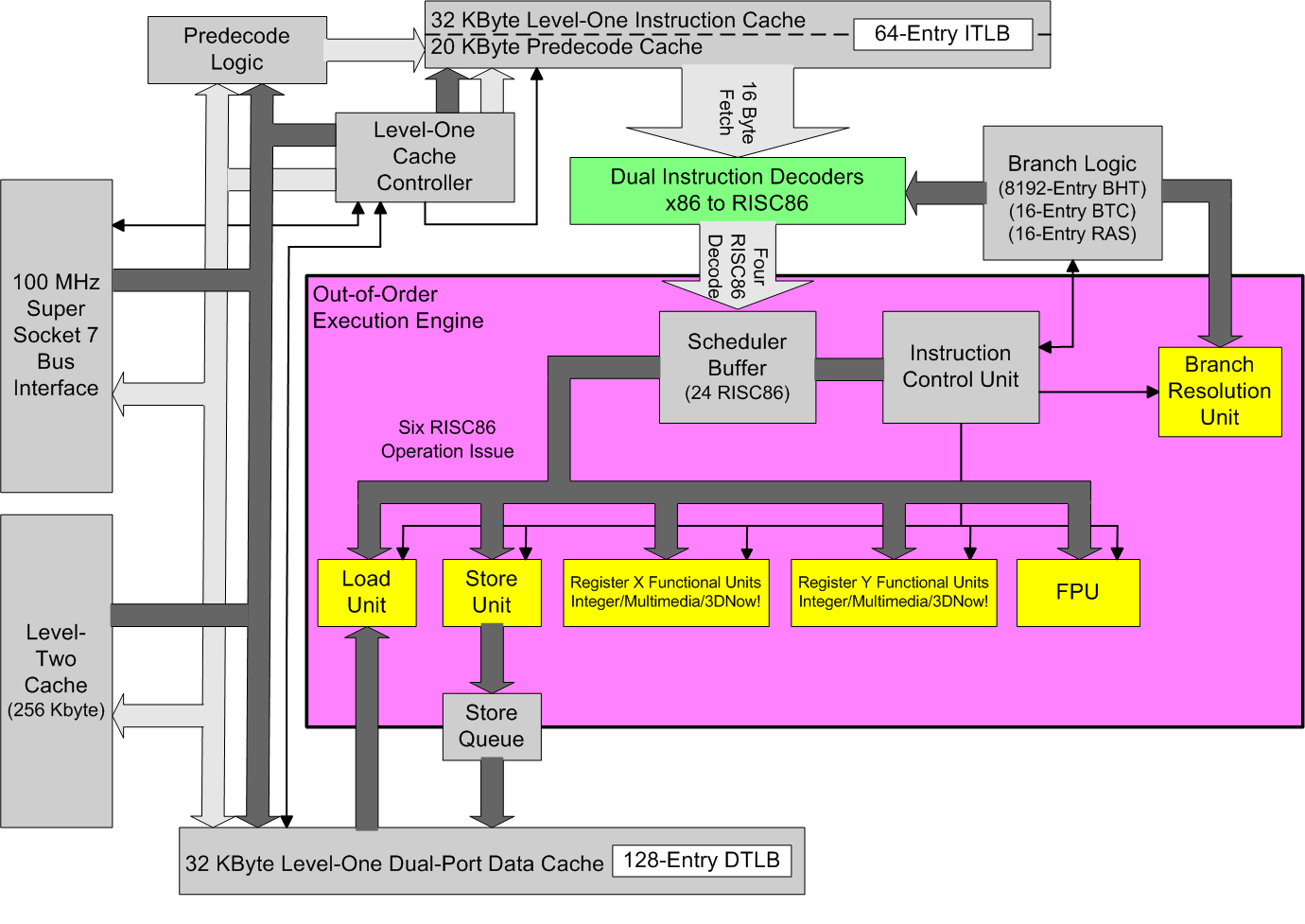
Architektura procesora AMD K6-III

| Procesor                 | AMD K6-III                 |
| ------------------------ | -------------------------- |
| Wersje procesorów        | 400, 450 MHz               |
| Gniazda                  | Socket 7                   |
| Cache L1                 | 64 KiB                     |
| Cache L2                 | 256 KiB                    |
| Cache L3                 | Na płycie głównej          |
| Zegar cache L1           | Pełna szybkość rdzenia CPU |
| Zegar cache L2           | Pełna szybkość rdzenia CPU |
| Częstotliwość FSB        | 100 MHz                    |
| Proces produkcji         | 0,25 μm                    |
| Obsługa 3D Now!          | Tak                        |
| Obsługa MMX              | Tak                        |
| Obsługa MPS              | Tak                        |
| Napięcie zasilania jądra | od 2,2 V do 2,9 V          |
| Napięcie I/O             | od 3,1 V do 3,5 V          |
| Napięcie rdzenia         | od 1,4 V do 2,8 V          |
| Energooszczędność        | PowerNow!                  |